# Ourapteryx kernaria
Ourapteryx kernaria är en fjärilsart som beskrevs av Charles Oberthür 1893. Ourapteryx kernaria ingår i släktet Ourapteryx och familjen mätare. Inga underarter finns listade i Catalogue of Life.